# Hevonsaari (ö i Kuopio)
Hevonsaari är en ö i Finland. Den ligger i sjön Suvasvesi och i kommunen Kuopio i den ekonomiska regionen  Kuopio ekonomiska region  och landskapet Norra Savolax, i den centrala delen av landet, 300 km nordost om huvudstaden Helsingfors. Öns area är 38,6 hektar och dess största längd är 1,3 kilometer i öst-västlig riktning.